# Tenpole Tudor
Tenpole Tudor var ett brittiskt punkband som bildades 1974 av skådespelaren Edward Tudor-Pole när han träffade gitarristen Bob Kingston, basisten Dick Crippen och trummisen Gary Long. De spelade tillsammans ett tag, men gjorde ett uppehåll när Edward fick en filmroll i filmen The Great Rock 'n' Roll Swindle från 1978.
1980 återförenades de och fick ett kontrakt med Stiff Records, där de släppte singeln "Three Bells in a Row". 1981 släpptes deras debutalbum, Eddie, Old Bob, Dick and Gary. Skivan sålde bra och innehöll två andra hitlåtar, "Wunderbar" och "Swords of a Thousand Men". Senare samma år släpptes deras andra album, Let the Four Winds Blow.
Tenpole Tudor blev också uppmärksammade vid deras livekonserter där de uppträdde i medeltidskläder, och Edward själv bar ofta en ringbrynja.
1982 bildade Edward ett nytt Tenpole Tudor, med nya medlemmar. De andra medlemmarna i originalgruppen bildade The Tudors. När Edwards nya Tenpole Tudor inte fick någon framgång lämnade Edward Stiff Records och började sjunga i jazz- och swingband. Han återgick även till skådespel.

## Diskografi

### Tenpole Tudor
1980
- 7" singel  - "Real Fun" (Korova - KOW4)

"Real Fun" / "What's In A Word"
- 7" - "3 Bells In A Row" (Stiff - BUY98)

"3 Bells In A Row" / "Fashion" (Live at The Marquee) / "Rock and Roll Music" (Live At The Marquee)
1981
- 7" - "Swords Of A Thousand Men" (Stiff - BUY109) #6 UK

"Swords Of A Thousand Men" / "Love And Food"
- 7" - Wunderbar" (Stiff - BUY120) #16 UK

"Wunderbar" / "Tenpole 45"
- 7" - "Throwing My Baby Out With The Bath Water" (Stiff - BUY129) #49 UK

"Throwing My Baby Out With The Bath Water" / "The Conga Tribe"
- 7" - "Let The Four Winds Blow" (Stiff - BUY137)

"Let The Four Winds Blow" / "Sea Of Thunder"
- LP - Eddie, Old Bob, Dick And Gary (Stiff - SEEZ31) #44 UK Albums Chart

"Swords Of A Thousand Men" / "Go Wilder" / "I Wish" / "Header Now" / "There Are Boys" / "Wunderbar" / "3 Bells In A Row" / "Tell Me More" / "Judy Annual" / "I Can't Sleep" / "Anticipation" / "What Else Can I Do" / "Confessions"
- LP - Let The Four Winds Blow (Stiff - SEEZ42)

"Let The Four Winds Blow" / "Throwing My Baby Out With The Bath Water" / "Trumpeters" / "It's Easy To See" / "What You Doing in Bombay" / "Local Animal" / "Her Fruit is Forbidden" / "Tonight is The Night" / "The Unpaid Debt" / "The King of Siam"

### The Tudors
1983
- 7" - "Tied Up With Lou Cool" (Stiff - BUY172)

"Tied Up With Lou Cool" / "Cry Baby Cry"

### Eddie Tenpole Tudor
1983
- 7" - "The Hayrick Song" (Stiff - BUY177)

"The Hayrick Song" / "Take You To The Dance"
- 12" - "The Hayrick Song" (Stiff - SBUY177)

"The Hayrick Song" [Extended Square Dance Version] / "Take You To The Dance"